# Tic, Tic Tac
Tic, Tic Tac ist ein Lied der brasilianischen Band Carrapicho. Es erschien im Juni 1996 als Leadsingle ihres Albums Festa do boi bumba, das in Frankreich Diamant erhielt. 1997 folgte eine Remix-Version mit Chilli featuring Carrapicho, produziert von Frank Farian, die in mehreren europäischen Ländern, Kanada und dem Vereinigten Königreich in die Charts kam.
Im selben Jahr veröffentlichte der russische Sänger Murat Nassyr eine eigene Version unter dem Titel Мальчик хочет в Тамбов („Der Junge will nach Tambow“), die in Russland erfolgreich wurde.

## Hintergrund und Veröffentlichung
Das Lied entstand ursprünglich 1992 für das Parintins-Folklore-Festival in Brasilien – als Ode an die Stärke und Größe des Amazonas. 1994 nahm Carrapicho den Song erstmals auf. Der französische Sänger und Schauspieler Patrick Bruel entdeckte ihn später und förderte seine Verbreitung in Frankreich.
In Frankreich wurde das Lied vom Fernsehsender TF1 stark unterstützt, unter anderem mit einem Musikvideo, das die Band auf einem Boot singend und mit einer einprägsamen Choreografie zeigt. Es erreichte drei Wochen lang Platz 1 der französischen Charts und gehörte zu den ersten Singles mit Diamant-Auszeichnung.
1996 veröffentlichte die französische Moderatorin Sophie Favier eine französischsprachige Coverversion mit dem Titel Il me tape sur les nerfs...,[5] die Platz 31 in Frankreich und Platz 16 in Belgien (Wallonie) erreichte.

## Kritische Rezeption
Alex Bellos schrieb im The Guardian, dass Tic, Tic Tac 1997 vermutlich der Song gewesen sei, bei dem Europäer am ehesten „wie Hühner tanzen“ müssten – zu einem Refrain, der sich nicht aus dem Kopf vertreiben lasse.
Das Magazin Music & Media bezeichnete den Titel angesichts zahlreicher Coverversionen als „Monster“ – mit Ohrwurmcharakter und unverkennbarer Tanzchoreografie.
Alan Jackson von The Times schrieb: „Ein Sommer ohne Euro-Hit, der nostalgische Urlauber animiert? Unvollständig. Hier ist er.“